# Volusia County
Volusia County is een county in de Amerikaanse staat Florida.
De county heeft een landoppervlakte van 2.857 km² en telt 443.343 inwoners (volkstelling 2000). De hoofdplaats is DeLand.

## Bevolkingsontwikkeling

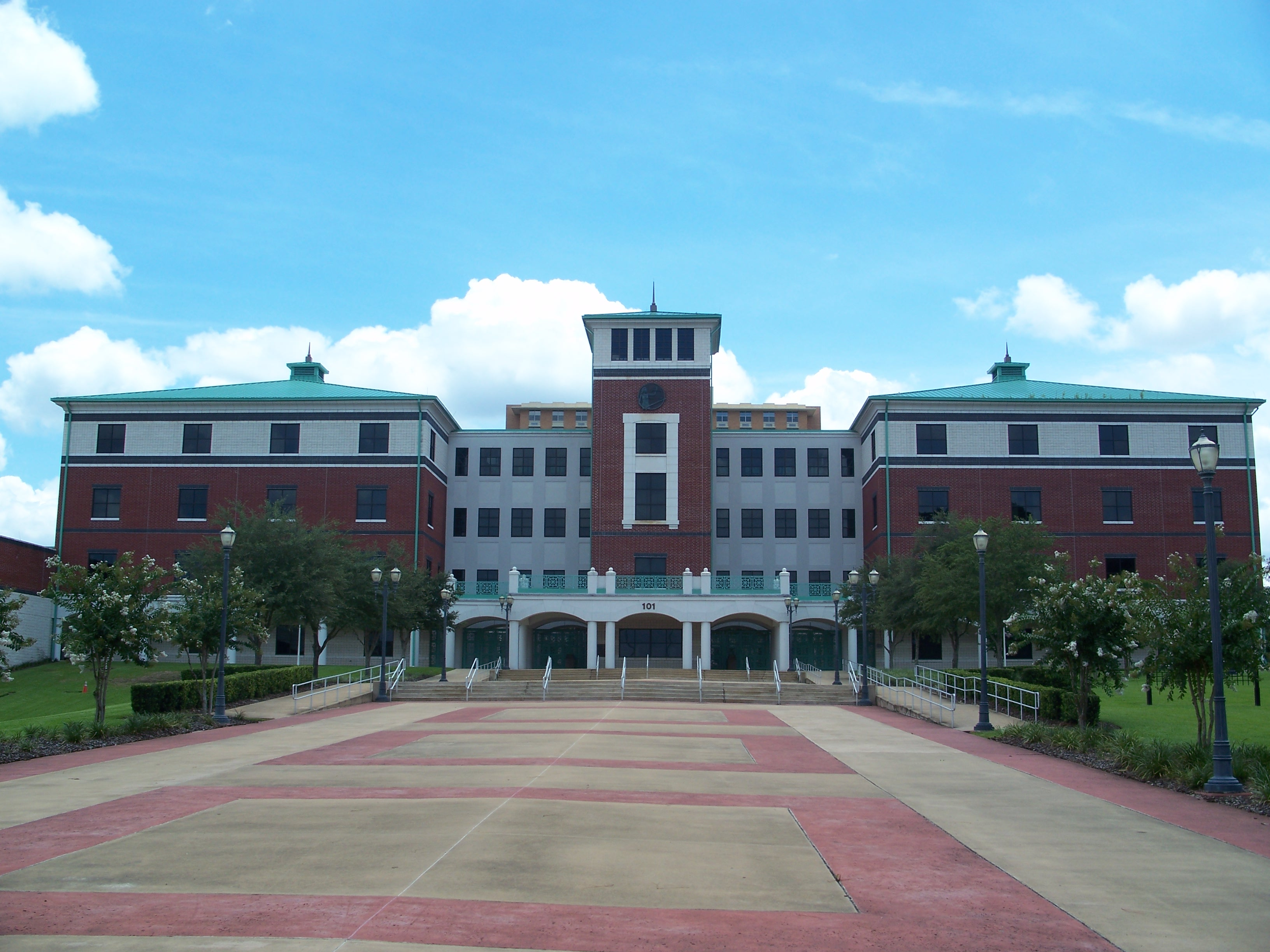
Volusia County Courthouse